# War (album de U2)
Cet article concerne l'album de U2. Pour l'album de Bolt Thrower, voir War.
Pour les articles homonymes, voir War.
Albums de U2
October
(1981) Under a Blood Red Sky
(1983)
Singles
1. New Year's Day
Sortie : 1er janvier 1983
2. Two Hearts Beat as One
Sortie : 21 mars 1983[2]
3. Sunday Bloody Sunday
Sortie : 21 mars 1983
4. "40" (Allemagne uniquement)
Sortie : août 1983

War est le troisième album studio du groupe de rock irlandais U2, sorti le 28 février 1983 sous le label Island Records.  Il est enregistré entre le 8 août et le 1er décembre 1982 aux studios Windmill Lane à Dublin. La majorité de la production est assurée par l'Anglais Steve Lillywhite, avec une contribution du musicien irlandais Bill Whelan sur la piste The Refugee. Après Boy en 1980 et October en 1981, c'est le troisième album consécutif de U2 produit par Steve Lillywhite. Dix chansons composent l'opus pour une durée avoisinant les 42 minutes. Le titre dépeint la vision du monde qu'avait le groupe durant cette période ; le chanteur Bono a déclaré que « la guerre semblait être le thème central de 1982 ».
Étendard de toute une génération au début des années 1980, War est le plus revêche des disques édités par le groupe jusqu'à ce jour. Il est considéré comme le premier album ouvertement politique de U2. Le disque met l'accent à la fois sur les aspects physiques de la guerre et sur ses répercussions émotionnelles. War doit surtout sa notoriété à ses deux plus célèbres chansons Sunday Bloody Sunday et New Year's Day que le groupe interprétera durant toute sa carrière sur scène. Elles représentent le sommet du rock héroïque de U2, engagées, directes, enflammées et presque combatives. Deux morceaux moins populaires, Two Hearts Beat as One et "40" - publié uniquement en Allemagne et fréquemment interprété en fin de spectacle par le groupe - sont également sortis en single. La tournée promotionnelle de War a débuté le 1er décembre 1982 et s'est conclue le 18 décembre 1983.
C'est le premier disque du groupe à s'être classé no 1 au Royaume-Uni. Il détrône Thriller de Michael Jackson du sommet des charts dans ce pays. Aux États-Unis, il atteint la 12e place au Billboard 200 et devient le premier album du groupe certifié disque d’or. Bien que mal reçu par la presse britannique au moment de sa publication, War a désormais la reconnaissance de la critique. Il est régulièrement cité comme l'un des meilleurs disques de U2 aux côtés de The Joshua Tree, Achtung Baby ou All That You Can't Leave Behind. En 2012, il a été classé 223e par le magazine Rolling Stone dans sa liste des 500 plus grands albums de tous les temps. War s'est vendu à 11 millions d'exemplaires à travers le monde.

## Historique

### Contexte
À la suite des critiques mitigées et du demi-échec commercial d’October, U2 est sous la menace d'une fin de contrat avec Island Records. Le guitariste The Edge confirme : « L'album n'a pas aussi bien marché que Boy. On faisait un pas en arrière. Je crois qu'Island se demandait s'ils allaient nous garder ». En proie au doute, les membres du groupe et tout particulièrement The Edge pour des raisons religieuses, sont proches de quitter le monde du rock. 

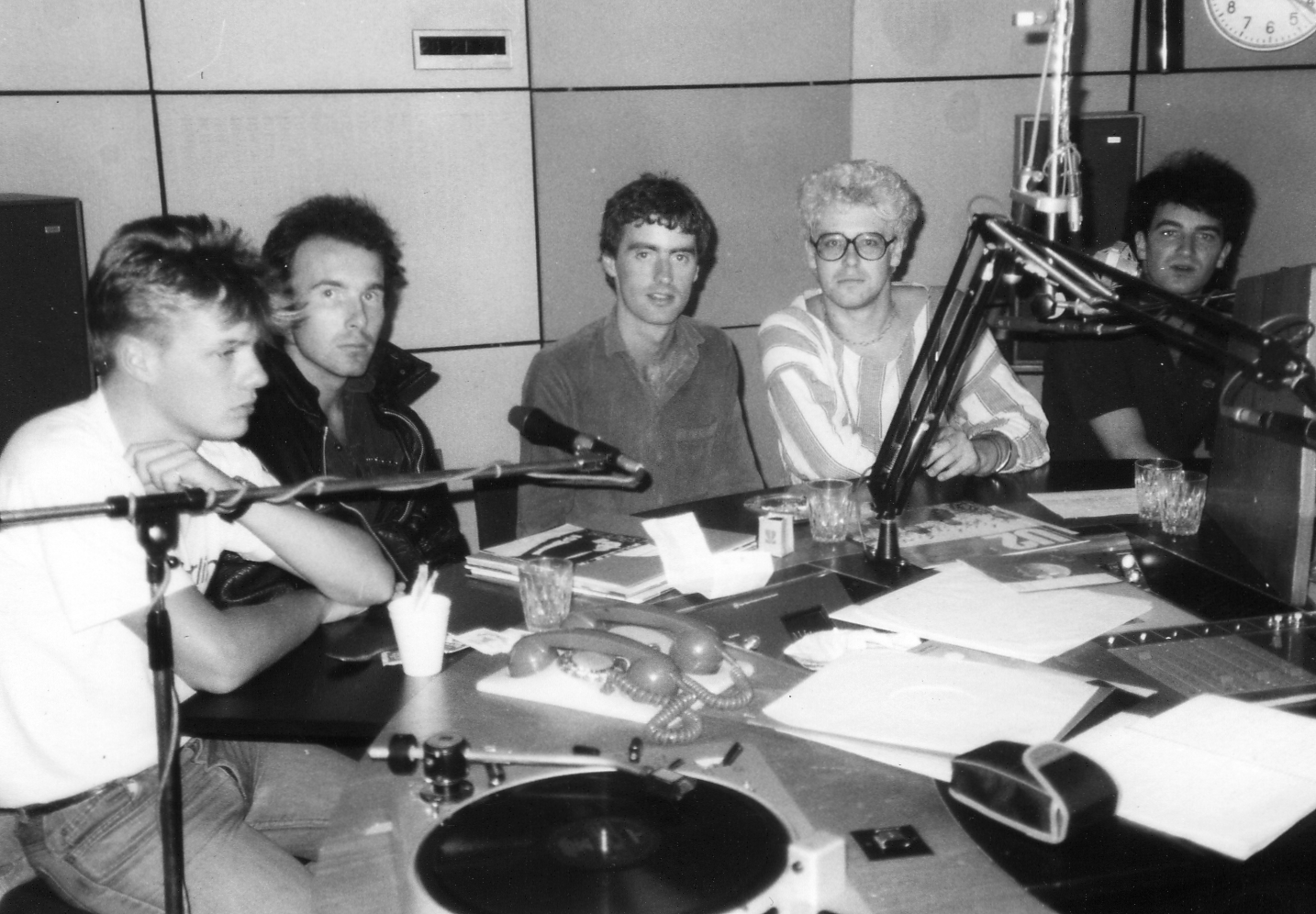
U2 en studio avec le présentateur radio Dave Fanning en 1982.

Mais un retour triomphant en Irlande (à Galway, Cork et Dublin) en janvier 1982, où ils sont très touchés par l'attachement de leurs fans qui se précipitent à leurs concerts, les fait revenir sur cette décision. U2 poursuit alors son October Tour et entame dès le 3 mars, une tournée de 14 concerts avec les Américains du J. Geils Band, dont il assure la première partie, au Lee County Arena de Fort Myers en Floride.
Parallèlement, U2 tente de sortir un nouveau 45 tours hors album, afin de compenser l'absence de grands singles qui avaient pénalisé October. Produit par le Britannique Steve Lillywhite, A Celebration dont le thème est la guerre nucléaire annonce un tournant radical dans les futures compositions du groupe : la musique révèle un rock imposant et puissant tandis que les paroles sont plus engagées. Toutefois, les ventes de ce single publié le 22 mars 1982 demeurent modestes, se classant à la 47e position au Royaume-Uni.
En ce printemps 1982, les Irlandais louent une vieille bâtisse sur la plage de Howth, au nord de Dublin. Le paysage idyllique semble les inspirer puisque selon The Edge, ils commencent à « travailler les idées » du futur disque. Le guitariste passe beaucoup de temps, isolé, dans cette maison pour composer la base de nombreux titres, seulement accompagné par un petit enregistreur 4 pistes. « Je suis parvenu à faire quelque chose de New Year's Day, qu'on avait travaillé autour de la ligne de basse d'Adam et j'ai posé les bases de Seconds et Drowning Man » se rappelle-t-il.
U2 passe ensuite l'été à écumer les festivals européens. Sa position est alors ambiguë. Si le groupe accroît sa popularité, tourne, vend des disques et est considéré par le magazine Rolling Stone, comme « the next big thing » (« le prochain gros truc »), ses membres sont complètement fauchés et vivent encore chez leurs parents. La seule solution pour s'en sortir est d'enchainer un gros carton discographique et, dans la foulée, une grande tournée enfin lucrative. « On s’était laissé dériver et il était temps de revenir aux raisons fondamentales pour lesquelles on avait formé le groupe. On était résolu à ce que l’album soit plus énergique et frappe plus fort », complète The Edge.

### Enregistrement
Le groupe décide d'entrer aux studios Windmill Lane à Dublin le 8 août 1982 et de plancher sur son troisième album. Après avoir voulu s'attacher les services de Sandy Pearlman qui a travaillé pour The Clash sur Give 'Em Enough Rope ou encore de Jimmy Destri, claviériste de Blondie, U2 travaille tout d'abord avec l'Irlandais Bill Whelan, futur compositeur à succès de Riverdance. Ces sessions donnent naissance à deux morceaux dont The Refugee qui se retrouvera en sixième piste de War, et une face B. U2 convainc ensuite Steve Lillywhite de revenir comme producteur. Déjà présents sur Boy en 1980 et October en 1981, Steve Lillywhite accepte de déroger à sa règle de ne jamais travailler avec le même groupe au-delà de deux albums. Il ne regrettera pas ce choix, car War va faire passer les quatre Irlandais du statut d'espoirs du rock à celui de stars mondiales.
Le 21 août, Bono épouse son amie d'enfance Alison Stewart, lors d'une cérémonie à Raheny, au nord de Dublin. Les mariés passent ensuite leur lune de miel en Jamaïque, où Bono commence à écrire les textes de War, notamment New Year's Day (initialement une ballade romantique transformée plus tard en hymne rock en studio) et Two Hearts Beat as One. Dans son esprit et celui de ses camarades, le nouvel opus doit décrire son époque, marquée par le cynisme et le défaitisme mais surtout par de fortes crises dans le monde : course aux armements nucléaires entre l'URSS et les États-Unis (qui inspirera à U2 Seconds), tensions en Irlande du Nord entre l'IRA et les autorités britanniques ou guerre opposant l'Argentine au Royaume-Uni pour les îles Malouines au printemps 1982.

Dans l'attente du retour de Bono et des autres membres de U2 partis en vacances, The Edge, qui vient de se disputer avec sa compagne Aislinn O’Sullivan (elle lui reproche d’être trop le nez dans ses guitares), réalise à Howth en fin août 1982 une avancée musicale significative, en composant seule des chansons pendant deux semaines. La première mélodie qu'il crée, fondée sur un arpège très simple, deviendra un des morceaux les plus célèbres du groupe, Sunday Bloody Sunday. La chanson sera améliorée en studio à Dublin par Steve Lillywhite qui enregistrera la batterie de Larry Mullen Junior sous un escalier, lui conférant un énorme son réverbéré que l'on entendra tout au long de War.

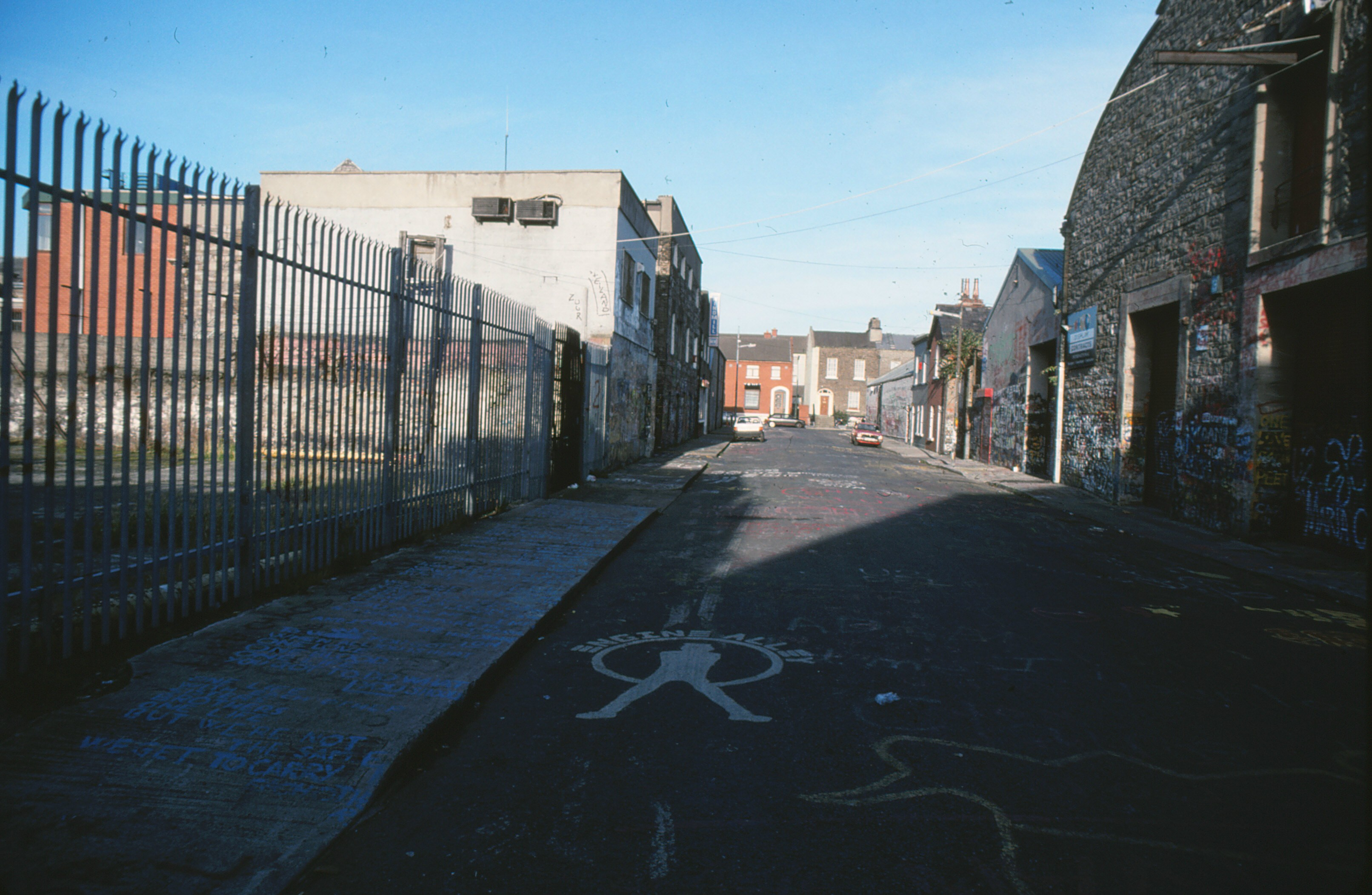
C'est dans les studios Windmill Lane (ici à gauche) que l'album War a été enregistré de septembre à novembre 1982.

En septembre, aux studios Windmill Lane, l'ambiance est à couper au couteau. Steve Lillywhite met une telle pression sur le groupe que les crises de nerfs se succèdent les unes après les autres. Le premier à se résigner aux circonstances est The Edge qui déverse sa rage dans la musique et son énergie dans chaque note, ce qui donne à l'expérience un caractère de cocktail explosif mélangeant colère, ras le bol et électricité. La gravité émotionnelle qui flotte dans l'air permet l'élaboration d'un travail chargé de rage et débordant de tendresse, ces deux sentiments étant parvenus à un état de symbiose parfaite.
« Les chansons allaient droit au but, elles étaient plus concises », se souvient Larry Mullen Junior. « Edge assumait maintenant son rôle de directeur musical. (…) On commençait toujours à enregistrer avant d’avoir vraiment fini l’écriture d’une chanson ; on répétait et quand la lumière du studio devenait rouge, on commençait à enregistrer. Et quand ce n’était pas la bonne prise, on retournait répéter jusqu’à ce qu’on revienne dire : OK, on est prêts maintenant. Et on repartait pour un tour ».
L'idée de mettre du violon électrique sur l'album ne vient pas de U2. C'est un inconnu appelé Steve Wickham, violoniste de 19 ans, qui interpelle The Edge à un arrêt de bus et lui soumet l'idée. « Tu es dans U2 ? », dit-il à The Edge. « Vous avez déjà pensé à mettre du violon sur votre album ? » Trois jours après, Steve Wickham est invité en studio pendant une demi-journée et jouera sur Sunday Bloody Sunday et Drowning Man.
Le 1er décembre 1982, après trois mois de travail, U2 ressort de studio avec ce qui deviendra le premier grand disque de sa carrière. La balade "40", avec The Edge à la guitare et à la basse (Adam Clayton ayant quitté plus tôt les studios), est le dernier titre enregistré par le groupe. Une tournée pré-War s'ensuit du 1er décembre (Glasgow) au 24 décembre (Dublin) où U2 interprète les chansons phares de son prochain album, à savoir Sunday Bloody Sunday, New Year's Day et Surrender. Enfin, War troisième opus des Irlandais, sort officiellement dans les bacs le 28 février 1983 et permet au groupe d'obtenir son premier N°1 en Angleterre.

## Caractéristiques artistiques

### Analyse du contenu
Produit par Steve Lillywhite, War est un album rock, composé de 10 chansons et sa durée d'écoute dépasse légèrement les 42 minutes. L'opus se caractérise par un style direct d'une rare intensité surtout si on le compare aux productions new wave de la même époque. C'est également le premier disque de U2 fortement orienté politiquement, traitant notamment de la guerre et de ses conséquences, mais aussi de l'amour sous toutes ses facettes.
The Edge reconnaît que c'est un titre dur, qui peut déranger certains, mais c'est le plus adéquat pour déchiffrer le contenu de l'album, ce que cachent les chansons, et l'atmosphère qu'il respirent en observant le monde qui les entoure. Pour sa part, Bono explique le choix du titre War en ces termes : « C'est la guerre de façon moins apparente. C'est une émotion que nous exprimons. Des conflits, des luttes à tous les niveaux. Par exemple, la guerre entre amants, dans les foyers, les rues, la tension urbaine, et bien sûr, une chanson comme Sunday Bloody Sunday que nous avons écrite à propos de chez nous. Une chanson que nous avons refoulée longtemps. Une idée en laquelle nous croyons. On se demandait combien de temps on devrait la chanter. C'est une chanson de dégoût. Bien que cet album s'appelle Guerre, il parle de reddition. On utilise de grands drapeaux blancs sur scène. ». Dans un entretien à Best en octobre 1983, Bono dit aussi que « War est une gifle au visage de tout ce que le rock est devenu, c’est-à-dire rien de plus qu’un beat à danser. Nous lui avons redonné sa tension, son inconfort, mais avec un feeling positif, un sentiment d’élévation. Nous voulions un son trempé dans le réalisme, le réalisme des expressions, des rides sur le visage. Comme un poing serré. »
 

En ouverture du disque, Sunday Bloody Sunday est une chanson pacifiste qui relate le Bloody Sunday survenu à Londonderry le 30 janvier 1972, où les parachutistes anglais ont tiré sur la foule faisant 14 morts et 21 blessés. Le morceau fait également référence au « dimanche sanglant » du 21 novembre 1920 à Dublin (une quinzaine de victimes parmi les civils), en pleine guerre d'indépendance irlandaise. Enregistré aux studios Windmill Lane de Dublin, cet hymne à l'allure martiale (battement de tambour militaire, guitare électro-acoustique, violon électrique de l'Irlandais Steve Wickham) est explosif, porté par les riffs puissants de The Edge, également à l’origine des paroles du morceau. Ces dernières dénoncent la violence, les blessures d’une Irlande déchirée par un combat sans issue, condamne l’appel aux armes, les meurtres et les actes irréparables commis dans les deux camps. « Ce n'est pas une chanson rebelle » dit Bono qui défend ainsi le groupe de tout soutien à la cause républicaine. Afin d'éviter toute polémique ou mauvaise interprétation, le manager de U2 Paul McGuinness choisit de ne pas sortir la chanson en premier single. Néanmoins, elle est depuis un concert au Tiffany's à Glasgow le 1er décembre 1982, constamment interprétée par le groupe dans toutes ses tournées. En 2003, Sunday Bloody Sunday est classée 272e dans la liste des 500 plus grandes chansons de tous les temps établie par Rolling Stone.

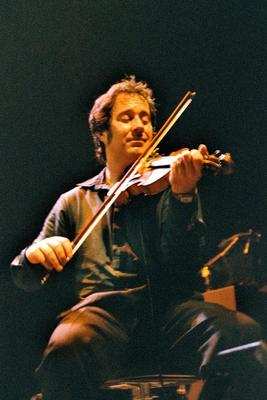
Le musicien irlandais Steve Wickham joue du violon électrique sur les morceaux Sunday Bloody Sunday et Drowning Man.

Seconds est une chanson sur le thème de la prolifération nucléaire, au rythme groove, qui tient une place à part dans la discographie du groupe. C'est en effet la première fois où The Edge (en duo avec Bono) est l'interprète principal. Il récidivera en 1988 (seul cette fois-ci) sur la chanson Van Diemen's Land, issue de l'album Rattle and Hum, puis dans la décennie suivante. Au milieu de Seconds, U2 a inclus un sample de 11 secondes provenant d'un documentaire télévisé de Nick Broomfield sur les femmes dans l'armée américaine intitulé Soldiers Girls.
Placé en dixième position à sa sortie au Royaume-Uni (53e aux États-Unis), New Year's Day, est l'autre titre emblématique qui a marqué le disque. Inspiré du Fade To Grey du groupe Visage, le morceau est constitué d'une ligne de basse d'Adam Clayton, d'une petite mélodie au piano de The Edge et de déchirures de guitare au refrain. « C'est une ligne de basse géniale [...]  meilleure que tout ce qu'on entendait à l'époque » complète Bono. Le texte puise ses origines dans une chanson d'amour de Bono à sa femme Alison. Elle a ensuite été modifiée et écrite en l'honneur de Lech Wałęsa et du syndicat polonais Solidarność, interdit à cette époque là. La vidéo de ce premier 45 tours de War est tournée dans les forêts enneigées de Suède où l'on voit notamment U2 planter le drapeau blanc de la paix. Ce clip, célèbre dans le monde entier, est le premier symbole du rock héroïque de U2. New Year's Day a été classée 435e dans la liste des 500 plus grandes chansons de tous les temps établie par Rolling Stone en 2003.
Like a Song..., qui s'enchaine à New Year's day, est le morceau le plus violent de War. Il se caractérise par un son très métallique de la batterie, notamment à la fin de la chanson où l'on assiste à un véritable solo de Larry Mullen Junior. Dans le texte, Bono s'en prend à la fois aux critiques musicales qui égratignent déjà le groupe et aux punks guère crédibles à ses yeux en ce début des années 1980.
La ballade Drowning Man est un instrumental de The Edge et une partie de basse d'Adam Clayton. C'est peut-être le morceau le plus abouti de l'album, qui se termine par le violon de Steve Wickham. The Edge dira même en 1985 : « Je sais que certaines chansons de War pourraient être réenregistrées et améliorées, mais pour Drowning Man, c'est la perfection. C'est l'un des plus beaux enregistrements de toute notre carrière ». Bono a écrit ce morceau pour Adam Clayton. À l'époque Bono, The Edge et Larry Mullen Junior sont très tournés vers la religion. Adam Clayton lui, embrasse pleinement la rock attitude. Il se sent par conséquent seul dans le groupe. C'est donc une chanson d'amour que lui adresse ici Bono.

Premier titre enregistré de l'album War, The Refugee surprend par la batterie tribale de Larry Mullen Junior tandis que le groupe se laisser aller dans des incantations primitives. Le morceau est produit par l'Irlandais Bill Whelan - auteur de deux grandes œuvres orchestrales dans sa carrière et compositeur à succès de Riverdance - et mixé par Steve Lillywhite. En 2013, Bono fait cette confession sur The Refugee : « je n'ai jamais écouté cette chanson depuis dix ans, mais je crois qu'elle est probablement dans la mauvaise tonalité et qu'elle essaie d'être excitante sans vraiment y arriver ». Concernant les paroles de la chanson, la star de U2 s'intéresse aux liens qui existent entre tous les immigrants des États-Unis notamment les Irlandais, les Noirs et les Antillais.

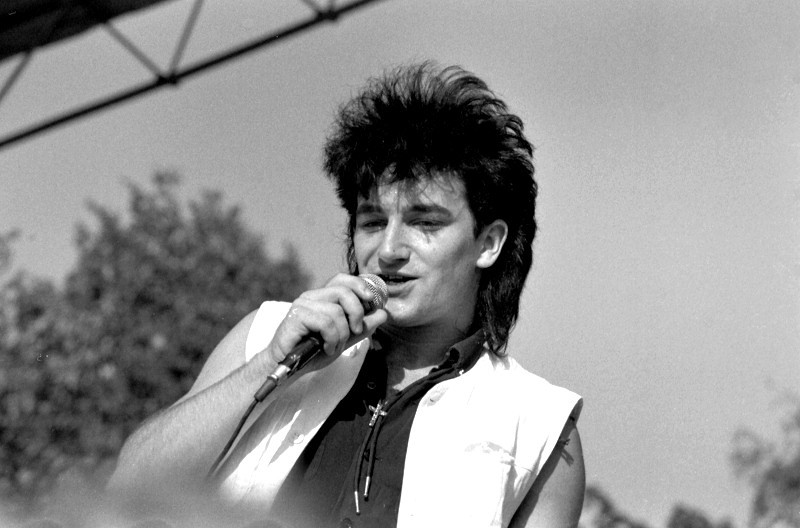
Bono en 1983

L'énergique Two Hearts Beat as One est sorti en second single et le clip tourné devant le Sacré-Cœur à Paris. Il s'est classé en seconde position en Irlande et à la 18e place en Angleterre en mars 1983. C’est une chanson d'amour écrite durant la lune de miel de Bono en Jamaïque, dans la maison de Chris Blackwell fondateur des disques Island. En écrivant ce morceau, Bono espère qu'il pourra être repris par deux de ses idoles Aretha Franklin et Barbra Streisand, mais cela ne se fera pas. U2 interprétera cette chanson dans la mythique émission de la BBC One Top of the Pops le 31 mars 1983.
Par ailleurs, le titre Red Light est co-interprété avec les trois chanteuses du groupe Kid Creole and the Coconuts qui apportent une touche féminine à l'album. Bono raconte : « Elles étaient canons. Tout le monde s'est mis à transpirer ; dans le studio, la température atteignait des sommets ». Outre ce duo entre U2 et les Coconuts, on entend aussi la trompette de Kenny Fradley, très présente dans la seconde partie de la chanson. Ce morceau fait référence à l'une des filles que Bono a vu dans le quartier chaud d'Amsterdam.
Surrender, dont le thème est la drogue, est un morceau atmosphérique, complexe et finement écrit par Bono. Lors d'une interview en 1983, ce dernier explique le sens de sa chanson : « Surrender dit que d'une certaine manière il faut savoir éliminer ce qui est mort en soi. Ce thème de Surrender est très important : le recul. » Le reste du groupe fournit l'atmosphère. The Edge s'amuse à jouer un rôle libre à la guitare slide.
Enfin, la chanson "40" et son refrain « How long to sing this song ? » qui termine le disque, servira pendant longtemps comme clôture des concerts du groupe. C'est une ballade basée sur le Psaume 40 de la Bible. Elle fut enregistrée au dernier moment. « On s'est dit qu'il nous manquait encore une chanson » se souvient The Edge. Lors d'un concert en 1987, Bono introduira ce morceau de cette manière : « Il aura fallu dix minutes pour l’écrire, dix autres pour l’enregistrer, encore dix autres pour la mixer et enfin dix dernières pour l’écouter, mais ça n’a rien à voir avec le fait qu’elle s’appelle "40" ». Le morceau est sorti en 4e single uniquement en Allemagne, afin de promouvoir la participation de U2 au Festival de Loreley le 20 août 1983.

### Pochette
La couverture du disque représente à nouveau Peter Rowen (frère du guitariste des Virgin Prunes Dick Rowen), le petit garçon de l'album Boy mais qui a grandi. Sur la pochette de l'album, Peter Rowen, dos au mur, les mains derrière la tête, a une attitude bien plus revêche que sur le premier opus des Irlandais avec une petite coupure au niveau de la lèvre inférieure. L'air grave, voire accusateur du garçon, aurait été inspiré selon Steve Averill d'une photo d'un enfant prise dans le ghetto de Varsovie pendant la Seconde Guerre mondiale. Le titre War est écrit en rouge épais à droite du jeune homme, à la verticale, pour mieux fixer l'attention. La photographie de la couverture a été prise par Ian Finlay et celle du groupe à l'intérieur de la pochette par Anton Corbijn.

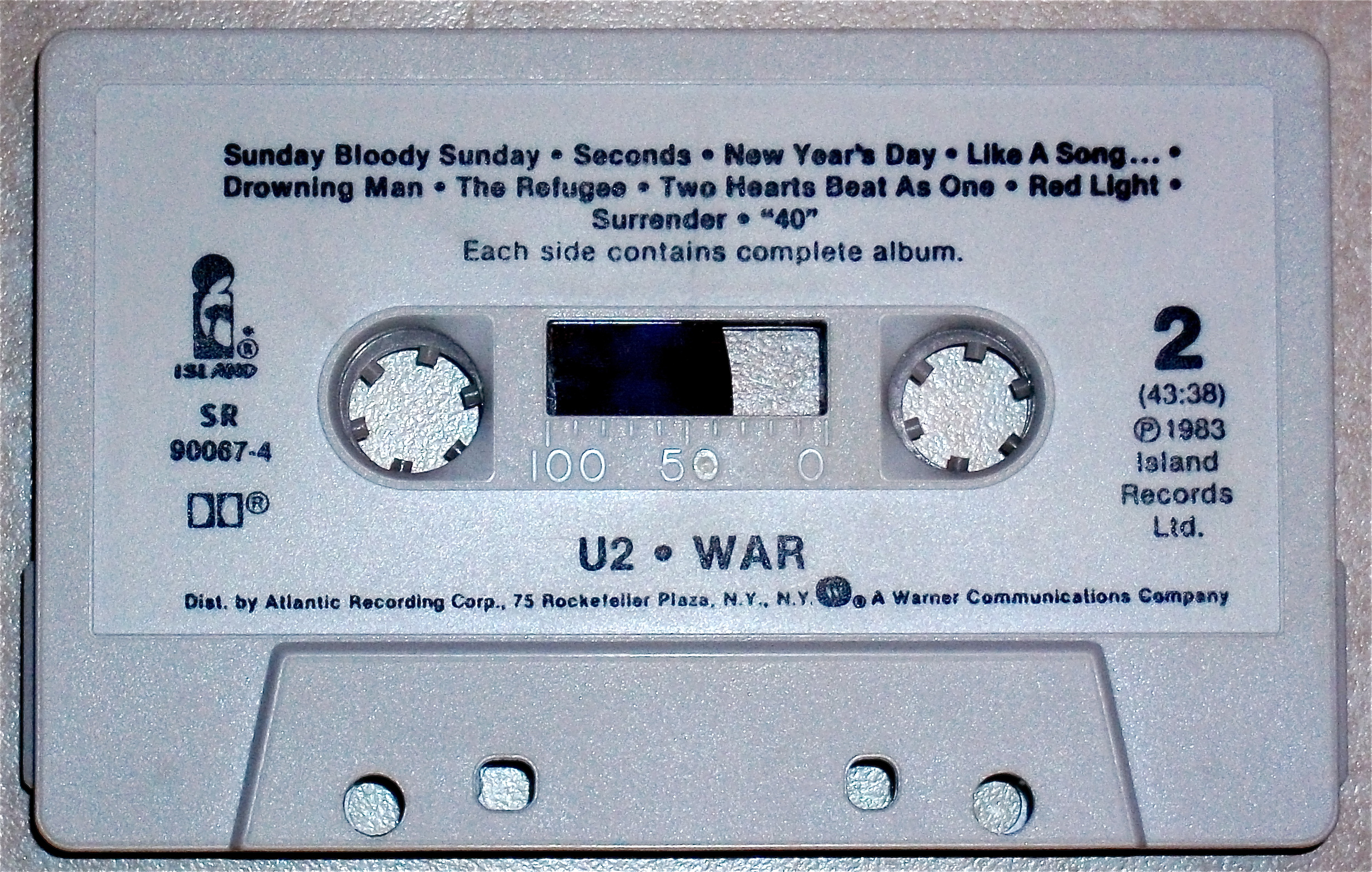
Cassette audio de l'album War

## Accueil critique
Avant de bénéficier de très bonnes critiques, les avis ont été mitigés sur l'album War à sa sortie en 1983. Ce sont surtout les journalistes britanniques qui ont été les plus sévères. Gavin Martin dans les colonnes du NME, écrit que « War est un exemple de plus de l'impotence et de la perte de vitesse du rock en tant que genre musical ». Dave McCullough dans ses articles pour le Sounds n'est guère plus tendre en disant que « War est un disque démodé, excessivement surchargé de - foi, espoir et charité - et propose de nommer Bono comme nouveau représentant de l'Église Catholique, Apostolique et Romaine ». Encore plus sévère, Steve Lake écrit dans le Melody Maker le 12 février 1983 : « Trop souvent, on dirait October Part II. Sunday Bloody Sunday est un catalogue des horreurs... Comment réagir à la question de Bono, "Combien de temps devrons-nous chanter cette chanson ?" Le cynique répondra : "Vous avez touché assez de royalties pour prendre une retraite confortable." » Enfin dans le Record Mirror, Mark Cooper affirme : « U2 est probablement le seul groupe de rock qui croit encore pouvoir sauver le monde... ils prétendent réhabiliter Dieu. [...] Ils avaient déjà un vocabulaire limité, et les constantes tournées américaines l'ont appauvri encore davantage ».
Rare avis positif dans ce pays, l'hebdomadaire Time Out, dit que War est « une pop urgente, politique et mélodique, un merveilleux troisième album des quatre de Dublin ». Aux États-Unis, le disque est mieux reçu par les critiques. J.D. Considine pour le magazine Rolling Stone lui décerne la note de 4 étoiles sur 5 à sa sortie avec ce commentaire : « Les points forts de l'album sont en grande partie le produit d'arrangements bien rodés et d'une dynamique soigneusement équilibrée. » Enfin, Philip Smith du New Zealand Herald a complimenté la maturité du son de U2 et qualifié l'album de « classique ».

## War Tour
La tournée promotionnelle de l'album débute au Tiffany's à Glasgow le 1er décembre 1982 (tournée pré-War jusqu'au 24 décembre et reprise du spectacle le 26 février 1983 à Dundee avant la sortie officielle du disque deux jours plus tard) et se termine le 18 décembre 1983 à Londres au Victoria Apollo. Le War Tour traverse trois continents : l'Europe, l'Amérique du Nord et l'Asie (le Japon uniquement) pour 109 concerts. U2 passe au Printemps de Bourges le 3 mars 1983. Six chansons de War sont régulièrement interprétées durant cette tournée : Sunday Bloody Sunday, Seconds, New Year's Day, Two Hearts Beat as One, Surrender et "40". L'album live Under a Blood Red Sky qui paraît en novembre 1983 est issu de plusieurs performances de cette tournée.

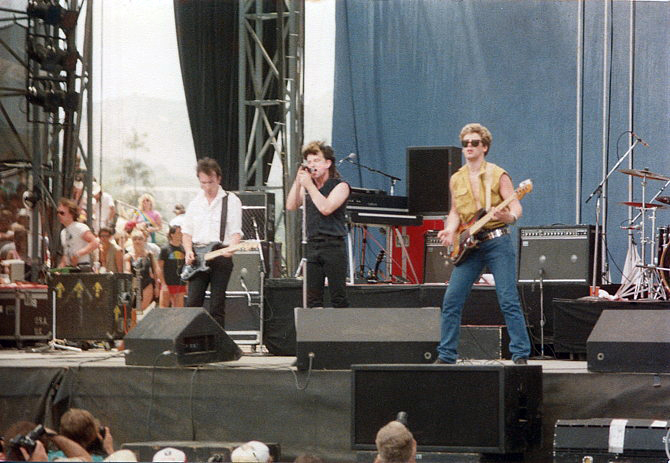
Concert de U2 à Devore (Etats-Unis) le 30 mai 1983 pendant le War Tour.

## La postérité du disque
Bien des années après sa publication, les jugements sur l'album sont beaucoup plus favorables. War est perçu comme la pierre angulaire des années 1980, l'étendard de toute une génération, un des meilleurs de la décennie aux côtés des disques de Echo and the Bunnymen, Joy Division et Bruce Springsteen.
En 1994, Roger de Clek dans son ouvrage U2 - feu Irlandais, parle d'œuvre d'art.
Dans le Guide du CD 1996, le chroniqueur du disque écrit ceci : « Le plus connu, peut être, des disques de U2. Pour des titres comme New Year's day ou Sunday Bloody Sunday, morceaux de bravoure et pièces de choix du répertoire de Bono et sa bande. Son de batterie très métallique ».
De son côté, Stephen Erlewine de AllMusic, donne à l'album la note maximale de 5 étoiles sur 5.
Nicolas Dupuy, dans son livre intitulé  Les 100 meilleurs albums de rock publié en 2010, dit notamment que « deux titres de War deviennent des classiques : New Year's day qui prend pour sujet les luttes de la fédération syndicale polonaise Solidarność et Sunday Bloody Sunday qui s'attaque au délicat sujet de la mort de manifestants pacifistes à Londonderry en 1972 lors du tristement fameux Dimanche sanglant. Propulsé devant la scène rock par ces deux titres grandioses (mais aussi par Two Hearts Beat As One), "le petit groupe irlandais" devient en quelques mois un titan des stades ».
En 2012, les Anglais de Slant Magazine classe le disque à la 94e place dans leurs meilleurs albums des années 1980.
La même année, Rolling Stone place War à la 223e place dans ses 500 plus grands albums de tous les temps avec ce commentaire : « c'est l'album de U2 le plus direct et new wave, ainsi que le plus ouvertement politique, avec des chansons sur Solidarność (New Year's Day) et sur le conflit en Irlande du Nord (Sunday Bloody Sunday) ».
War est présent aussi dans l'ouvrage Les 1001 albums qu'il faut avoir écoutés dans sa vie publié en 2006.
War s'est vendu à plus de 8 millions d'exemplaires (11 millions actuellement).

## Classements et certifications
Au Royaume Uni, War est entré directement à la première place des charts supplantant au passage Michael Jackson et son album Thriller. Voici les différents classements de War dans plusieurs pays au monde :
| Pays             | Positions |
| ---------------- | --------- |
| Belgique         | 41        |
| Canada           | 4         |
| Espagne          | 38        |
| États-Unis       | 12        |
| France           | 4         |
| Norvège          | 15        |
| Nouvelle-Zélande | 5         |
| Pays-Bas         | 3         |
| Royaume-Uni      | 1         |
| Suède            | 2         |

| Pays        | Ventes      | Certifications |
| ----------- | ----------- | -------------- |
| Allemagne   | 250 000 +   | Or             |
| Belgique    | 30 000 +    | Platine        |
| Brésil      | 200 000 +   | Platine        |
| Canada      | 300 000 +   | 3 × Platine    |
| Espagne     | 50 000 +    | Or             |
| États-Unis  | 4 000 000 + | 4 × Platine    |
| France      | 600 000 +   | 2 × Platine    |
| Pays-Bas    | 50 000 +    | Or             |
| Royaume-Uni | 600 000 +   | 2 × Platine    |
| Suisse      | 25 000 +    | Or             |

## Singles
- New Year's Day (10 janvier 1983) : Irlande no 2, Norvège no 9, GB no 10, Pays-Bas no 11, France no 17, États-Unis no 53
- Two Hearts Beat as One (21 mars 1983) : Irlande no 2, Nouvelle-Zélande no 16, GB no 18, États-Unis no 101
- Sunday Bloody Sunday (21 mars 1983) : Pays-Bas no 3, Flandre belge no 11, France no 95[116]
- "40" (août 1983) : seulement en Allemagne

## Liste des titres
| No  | Titre                  | Durée      |
| --- | ---------------------- | ---------- |
| 1.  | Sunday Bloody Sunday   | 4 min 38 s |
| 2.  | Seconds                | 3 min 11 s |
| 3.  | New Year's Day         | 5 min 35 s |
| 4.  | Like A Song            | 4 min 47 s |
| 5.  | Drowning Man           | 4 min 14 s |
| 6.  | The Refugee            | 3 min 40 s |
| 7.  | Two Hearts Beat As One | 4 min 03 s |
| 8.  | Red Light              | 3 min 46 s |
| 9.  | Surrender              | 5 min 34 s |
| 10. | "40"                   | 2 min 37 s |

### Réédition
Comme pour Boy et October, une version remastérisée de luxe comprenant un coffret en carton, où vient se loger un livret de 30 pages (avec photos inédites) qui comprend deux CD (l'album et les bonus audio) est sortie le 21 juillet 2008 sous le contrôle de The Edge. Sa version de luxe propose, en second CD, des faces B des sessions de War, ainsi que Treasure (Whatever Happened To Pete The Chop ?), Endless Deep et New Year's Day (version single), dans leurs styles d'origine des lives, morceau bonus et remix de l'époque.
| CD bonus de la réédition | CD bonus de la réédition                                                               | CD bonus de la réédition                                  | CD bonus de la réédition | CD bonus de la réédition | CD bonus de la réédition | CD bonus de la réédition | CD bonus de la réédition | CD bonus de la réédition | CD bonus de la réédition |
| No                       | Titre                                                                                  | Origine                                                   | Durée                    |                          |                          |                          |                          |                          |                          |
| ------------------------ | -------------------------------------------------------------------------------------- | --------------------------------------------------------- | ------------------------ | ------------------------ | ------------------------ | ------------------------ | ------------------------ | ------------------------ | ------------------------ |
| 1.                       | Endless Deep                                                                           | singles de Sunday Bloody Sunday et Two Hearts Beat as One | 2 min 58 s               |                          |                          |                          |                          |                          |                          |
| 2.                       | Angels Too Tied to the Ground                                                          | titre inédit issu des sessions d'enregistrement pour War  | 3 min 34 s               |                          |                          |                          |                          |                          |                          |
| 3.                       | New Year's Day (7" single edit)                                                        | single de New Year's Day                                  | 3 min 56 s               |                          |                          |                          |                          |                          |                          |
| 4.                       | New Year's Day (USA remix)                                                             | single de Two Hearts Beat as One                          | 4 min 31 s               |                          |                          |                          |                          |                          |                          |
| 5.                       | New Year's Day (Ferry Corsten extended vocal mix)                                      | inédit                                                    | 9 min 42 s               |                          |                          |                          |                          |                          |                          |
| 6.                       | New Year's Day (Ferry Corsten vocal radio mix)                                         | inédit                                                    | 4 min 37 s               |                          |                          |                          |                          |                          |                          |
| 7.                       | Two Hearts Beat as One (Long mix)                                                      | single promotionnel de Two Hearts Beat as One             | 5 min 56 s               |                          |                          |                          |                          |                          |                          |
| 8.                       | Two Hearts Beat as One (USA remix)                                                     | single de Two Hearts Beat as One                          | 4 min 24 s               |                          |                          |                          |                          |                          |                          |
| 9.                       | Two Hearts Beat as One (Club version)                                                  | single de Two Hearts Beat as One                          | 5 min 43 s               |                          |                          |                          |                          |                          |                          |
| 10.                      | Treasure (Whatever Happened to Pete the Chop)                                          | "New Year's Day" single                                   | 3 min 24 s               |                          |                          |                          |                          |                          |                          |
| 11.                      | I Threw a Brick Through a Window / A Day Without Me (Live à Werchter - 4 juillet 1982) | single de New Year's Day                                  | 6 min 58 s               |                          |                          |                          |                          |                          |                          |
| 12.                      | Fire (Live à Werchter - 4 juillet 1982)                                                | single de New Year's Day                                  | 3 min 46 s               |                          |                          |                          |                          |                          |                          |
| 59 min 28 s              |                                                                                        |                                                           |                          |                          |                          |                          |                          |                          |                          |

## Crédits
U2
- Bono – chant, guitare additionnelle
- The Edge – guitare électrique, piano, lap steel guitar, chœurs, chant sur Seconds, basse  sur "40"
- Adam Clayton – basse excepté sur "40"
- Larry Mullen, Jr. – batterie

Musiciens additionnels
- Kenny Fradley – trompette sur Red Light
- Steve Wickham – violon électrique sur Sunday Bloody Sunday et Drowning Man
- The Coconuts : Cheryl Poirier, Adriana Kaegi, Taryn Hagey, Jessica Felton – chœurs sur Like A Song…, Red Light et Surrender

Production
- Steve Lillywhite – production sur 9 des 10 titres de l'album
- Bill Whelan production sur The Refugee

## Sources et bibliographie
- Robert Dimery (sous la direction de), Les 1001 albums qu'il faut avoir écoutés dans sa vie, Flammarion, 960 pages, octobre 2006.
- Hubert Allin, Petit dico de U2, éditions du Rocher, 2010, 144 p..
- Michka Assayas, Bono par Bono, chez Grasset, 4 mai 2005.
- Rolling Stone, Les 500 meilleurs albums de tous les temps, WS, 224 pages.
- Michka Assayas (sous la direction de), Le Nouveau Dictionnaire du Rock, en deux volumes, aux éditions bouquins, 3317 pages, mars 2014.
- Stan Cuesta, U2, Librio musique, 2003, 96 p..
- Roger De Clek, U2 Feu Irlandais, collections Images du Rock, La Mascara, Valence, 64 pages, 1994.
- U2, Neil McCormick, U2 by U2, éditions Au diable Vauvert, 354 pages, 2006.
- Fnac, La discothèque idéale en 250 CD, le guide Pop Rock 1980-1999, Vol.2, 318 pages, 7 juin 2003.
- Nicolas Dupuy, Les 100 meilleurs albums de rock, la discothèque rock idéale !, aux éditions First Editions,  (ISBN 978-2-7540-1144-0), 4 février 2010.
- Niall Stokes, U2, les secrets de toutes leurs chansons, Hors Collection, 2013, 192 p..
- Émission sur l'album War (de 21 h à 22 h), France Inter, invité Michka Assayas, juillet 2012.
- Christophe Goffette (sous la direction de) 1000 albums rock essentiels de 1956 à aujourd'hui, Crossroads Compact, Nouveau Monde éditions, 720 pages, octobre 2022  (ISBN 978-2-38094-332-0).